# Конак (Франция)
Кона́к (фр. и окс. Cosnac) — коммуна во Франции, находится в регионе Лимузен. Департамент — Коррез. Входит в состав кантона Брив-ла-Гайард-Сюд-Эст. Округ коммуны — Брив-ла-Гайард.
Код INSEE коммуны — 19063.
Коммуна расположена приблизительно в 420 км к югу от Парижа, в 85 км южнее Лиможа, в 21 км к юго-западу от Тюля.

## Население
Население коммуны на 2008 год составляло 2858 человек.
| 1962 | 1968 | 1975 | 1982 | 1990 | 1999 | 2008 |
| ---- | ---- | ---- | ---- | ---- | ---- | ---- |
| 590  | 592  | 819  | 1452 | 1962 | 2313 | 2858 |

## Администрация
| Период | Период | Фамилия     | Партия | Примечания |
| ------ | ------ | ----------- | ------ | ---------- |
| 2001   | 2008   | Ги Лефевр   |        |            |
| 2008   |        | Жерар Солер |        |            |

## Экономика
В 2007 году среди 1920 человек в трудоспособном возрасте (15-64 лет) 1411 были экономически активными, 509 — неактивными (показатель активности — 73,5 %, в 1999 году было 72,7 %). Из 1411 активных работали 1333 человека (706 мужчин и 627 женщин), безработных было 78 (29 мужчин и 49 женщин). Среди 509 неактивных 192 человека были учениками или студентами, 197 — пенсионерами, 120 были неактивными по другим причинам.

## Достопримечательности
- Замок Конак (XVI век). Памятник истории с 1987 года[3]